# Reano
Reano és un comune (municipi) de la ciutat metropolitana de Torí, a la regió italiana del Piemont, situat a uns 20 quilòmetres a l'oest de Torí. A 1 de gener de 2019 la seva població era de 1.774 habitants.
Reano limita amb els següents municipis: Avigliana, Rosta, Buttigliera Alta, Villarbasse, Trana i Sangano.